# Svenska Luzernerringen

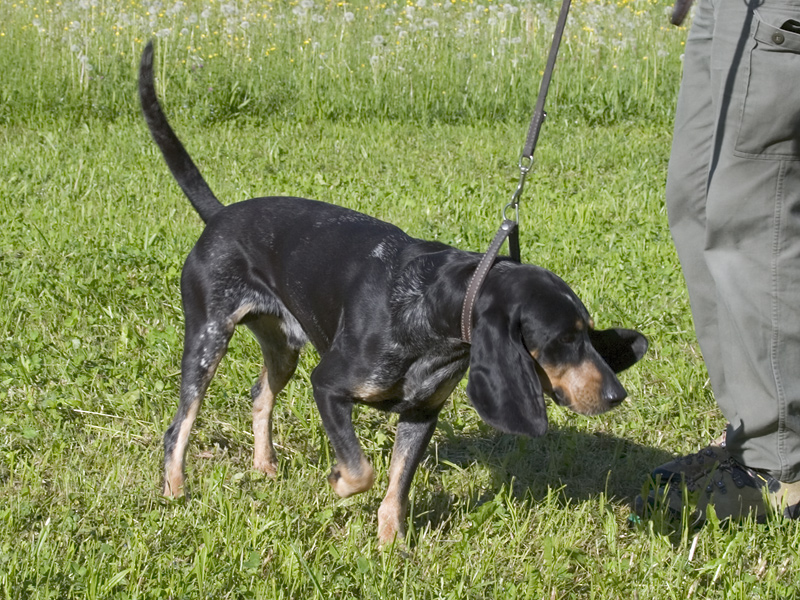
Luzernerstövare.

Svenska Luzernerringen, vardagligt Luzernerringen, är en svensk ideell förening och rasklubb för hundrasen schweiziska stövare.
Luzernerringen bildades 1990 på initiativ av Inger Eriksson och Bengt Eriksson, där den senare blev föreningens första ordförande.

## Svenska Luzernerringens syfte
Svenska Luzernerringen verkar för att främja aveln av luzernerstövare såväl jaktligt som exteriört samt tillvarata dessa hundars intressen. Föreningen fungerar som rasklubb i Sverige för samtliga stövare som tillhör hundrasen schweiziska stövare, i samarbete med Svenska Stövarklubben.

## Svenska Luzernerringens verksamhet
Luzernerringens främsta uppgift är att främja aveln av luzernerstövare, vilken är den i Sverige dominerande varianten av hundrasen schweiziska stövare, som, förutom luzernerstövare, även omfattar bernerstövare, jurastövare, och schwyzerstövare. Luzernerringen fungerar som en rasklubb för samtliga varianter av hundrasen schweiziska stövare i samarbete med Svenska Stövarklubben, vilken har ett övergripande ansvar för samtliga stövare i Sverige i samverkan med Svenska Kennelklubben.
För att främja avelsarbetet och ge underlag för avelsrekommendationer anordnar Svenska Luzernerringen jaktprov och utställningar. Luzernerlandskampen mellan Norge och Sverige är ett sådant återkommande jaktprov på elitnivå.

## Avelsråd
Avelsråd är benämningen på en person vilken anförtrotts uppdraget att ge råd rörande aveln. Inom Svenska Stövarklubben finns det, förutom för luzernerstövare, även avelsråd för hundraserna hamiltonstövare, schillerstövare, smålandsstövare och gotlandsstövare. Svenska Finskstövarföreningen har avelsråd för finsk stövare. Detta har även Svenska Slovenský Kopovklubben för slovenský kopov, slovakisk stövare. Svenska Luzernerringens avelsråd har kommit att bli avelsråd för samtliga stövare inom Svenska Stövarklubben som inte har egna avelsråd. Således är Luzernerringens avelsråd inte bara avelsråd för schweiziska stövare utan även för andra hundraser.

## Medlemstidning
Svenska Luzernerringen ger sedan 1998 ut tidskriften Luzernerstövaren, ISSN 1404-7705.